# Mopszuesztiai Szent Theodórosz
Mopszuesztiai Szent Theodórosz (ógörögül: Θεόδωρος Μοψουεστίας, latinul: Theodorus Mopsuestenus), (Antiokheia, 352/355 – Mopszuesztia, 428) a kilikiai Mopszuesztia városának püspöke 392-től haláláig, ókeresztény egyházi író.

## Élete
Antiokheia városában született, és barátjával, Aranyszájú Szent Jánossal együtt volt Libaniosz pogány szónok és Tarzoszi Szent Diodórosz tanítványa. Már Diodórosz kolostorában szerzetesként élt, majd egy ideig Aranyszájú Szent Jánossal együtt lakott egy Antiokheia közeli másik kolostorban. Egy idő után elhagyta a kolostort, hogy jogi tanulmányokat folytathasson, de János leveleinek hatására mégis visszatért a szerzetes-élet csendjébe. Később pappá szentelték, és papként működött Antiokheiában. 392-től a kilikiai Mopszuesztia püspöke. Mintegy 36 évi szolgálat után hunyt el 428-ban.

## Művei
Theodórosz a keresztény ősegyházban szinte szokatlan kritikai éleselméjűséggel – az antiokheiai teológiai iskola elvei szerint – magyarázatokkal látta el szinte az egész Bibliát. A nesztoriánus egyház általában rá szeret hivatkozni, mint „Szentírásmagyarázó”-ra. Korának több teológiai kérdését írásaiban teljesen önállóan tárgyalta. Akárcsak mesterét, Diodóroszt, életében Theodóroszt is ortodox felfogású személynek tartották, de halála után a tanítványa, Nesztoriosz körül megindult harc során Theodórosz krisztológiai nézeteiben is eretnekséget véltek felfedezni a teológusok. Alexandriai Kürillosz támadta műveit, az 553-as konstantinápolyi zsinat Theodóroszt és írásait, mint nesztoriánus felfogású műveket elítélte – ennek következtében csaknem teljes irodalmi hagyatéka elpusztult.
A következő művei maradtak csak fennː
- Kommentárok a bibliai könyvekhez – némelyik kommentár részben, vagy teljes egészében fennmaradt. Így a Theodórosz 20 éves korában írt Zsoltárok könyvéhez tartozó magyarázatokból nagyobb részletek latin nyelvű fordításban (1–40. zsoltár), görög nyelvű eredetiben pedig a katénákban szerepelnek (32–80. zsoltár). Az úgynevezett kis prófétákhoz írt kommentárja teljes egészében fennmaradt görögül. A János evangéliumhoz írt magyarázat szír fordításban ismert. Pál apostol 10 kisebb leveléhez írt magyarázata egy 5. századi latin fordításban maradt fenn. A katénákban egyéb nagyobb töredékek találhatók Pál apostolnak a rómaiakhoz, a korintusikahoz (I–II.) és a zsidókhoz írt leveleihez fűzött kommentárokból.
- De incarnatione ('A megtestesülésről') – Theodórosz dogmatikai fő műve, amelyet 1905-ben egy szír nyelvű kéziratban fedeztek fel. Sajnos az első világháború alatt a kézirat valószínűleg megsemmisült.
- Disputatio cum Macedonianus – macedonianus püspökökkel folytatott 392-es Anabarzoszi viták gyűjteménye ugyancsak szír fordításban.
- Katechetikai beszédek – Jeruzsálemi Szent Cirill hasonló műveinek mintájára készültek, és ezek is szír fordításban maradtak fenn. Igen fontosak Theodórosz teológiájának és egyházi liturgiájának ismeretéhez.

Érdekesség, hogy fivérétől, Polükhroniosz apameiai püspöktől szintén maradtak fenn irodalmi töredékek.